# Black and Blue
Black and Blue je album The Rolling Stones vydané v roce 1976 a poprvé se na něm objevuje kytarista Ron Wood, který nahradil Micka Taylora.
Třinácté studiové album The Rolling Stones bylo od svého vydání na jaře roku 1976 hudební kritikou vláčeno jako podprůměrné. Přestože stanovisko příznivců skupiny bylo na rozdíl od názoru kritiky mnohem méně odmítavé, je nabíledni, že za svými předchůdci z počátku 70. let tato deska, stejně jako o dva roky starší It's Only Rock'n'Roll, pokulhává. Rolling Stones na ni zařadili pouhých osm skladeb, z toho sedm vlastních, celková kvalita je kolísavá. Písně "Hot Stuff" a "Hey Negrita", asi nejcharakterističtější počiny tohoto období, mají nakročeno k drsným pouličním funky songům, i přes slušné hudební zpracování ale nejsou příliš výrazné. To samé platí i o "Cherry Oh Baby" Erica Donaldsona, které se sice stala roztomilým a optimistickým pokusem Stones o jamajské reggae, nic víc už ovšem nenabídne. Na Black and Blue je ale k poslechu i několik mnohem silnějších písní, především rázná "Hand of Fate", zpověď odsouzeného kriminálníka s chytlavými Richardsovými riffy, skvělým sólem hostujícího Wayna Perkinse a stále výtečným vokálním projevem Micka Jaggera. Velmi dobře dopadly i oba melodické ploužáky "Memory Motel" a varhanní "Fool to Cry", z nichž zejména první jmenovaný si svými procítěnými klávesovými party, skvěle vystavěnou harmonií a epickým textem získal místo mezi nejoblíbenějšími baladami skupiny. Zvukově zajímavým dílem s tanečním, výrazně jazzovým laděním je "Melody", zatímco závěrečná "Crazy Mama" je klasickým rhythm'n'bluesovým, velmi zdařilým jamem, plně se hlásícím k odkazu Exile on Maint St.
Albu Black and Blue už asi navždy zůstane nálepka méně povedeného, nevyrovnaného intermezza mezi dvěma úspěšnými obdobími Rolling Stones, stále se však jedná o desku, na které lze najít poctivou a nápaditou hudbu, za kterou se Stouni v žádném případě nemusí stydět.

## Seznam skladeb
Autory jsou Mick Jagger a Keith Richards, pokud není uvedeno jinak.
1. "Hot Stuff" – 5:20
2. "Hand Of Fate" – 4:28
3. "Cherry Oh Baby" (Eric Donaldson) – 3:53
4. "Memory Motel" – 7:07
5. "Hey Negrita" – 4:58
6. "Melody" – 5:47
7. "Fool to Cry" – 5:04
8. "Crazy Mama" – 4:34

## Žebříčky
Album
| Rok  | Žebříček             | Pozice |
| ---- | -------------------- | ------ |
| 1976 | UK Top 60 Albums     | 2      |
| 1976 | Billboard Pop Albums | 1      |

Singl
| Rok  | Singl         | Žebříček              | Pozice |
| ---- | ------------- | --------------------- | ------ |
| 1976 | "Fool To Cry" | UK Top 50 Singles     | 6      |
| 1976 | "Fool To Cry" | The Billboard Hot 100 | 10     |
| 1976 | "Hot Stuff"   | The Billboard Hot 100 | 49     |
| 1976 | "Hot Stuff"   | Black Singles         | 84     |
| 1976 | "Hot Stuff"   | Club Play Singles     | 11     |